# Monika Gerstendörfer
Monika Gerstendörfer, Pseudonyme Franziska Kelly und alias Tara Tamon (* 26. November 1956 in Wittenberge; † 18. Februar 2010) war eine deutsche Psychologin, Frauenrechtlerin und Autorin von Sachbüchern und Kriminalromanen.

## Werke
als Monika Gerstendörfer
- Der verlorene Kampf um die Wörter. Opferfeindliche Sprache bei sexualisierter Gewalt. Ein Plädoyer für eine angemessenere Sprachführung. Junfermannsche Verlagsbuchhandlung, 2007, ISBN 978-3-87387-641-5
- Sine laude! Sexismus an der Hochschule. Was sich Studentinnen von manchen Hochschullehrern bieten lassen müssen. Glühwurm-Verlag, Metzingen, 2007. Zweite Auflage 2009, ISBN 978-3-938580-19-6
- Femizid: Tödliche Gewalt gegen Frauen